# Bulldogs de Minnesota-Duluth
Les Bulldogs de Minnesota-Duluth (en anglais : Minnesota Duluth Bulldogs) sont un club omnisports universitaire de l'Université du Minnesota à Duluth. Les équipes des Bulldogs participent aux compétitions universitaires organisées par la National Collegiate Athletic Association. 
Les équipes féminine et masculine de hockey sur glace sont les équipes phares des Bulldogs.